# Liste des maires de Libourne
La liste des maires de Libourne présente la liste des maires de la commune française de Libourne, sous-préfecture de la Gironde en région Nouvelle-Aquitaine.

## L'Hôtel de ville

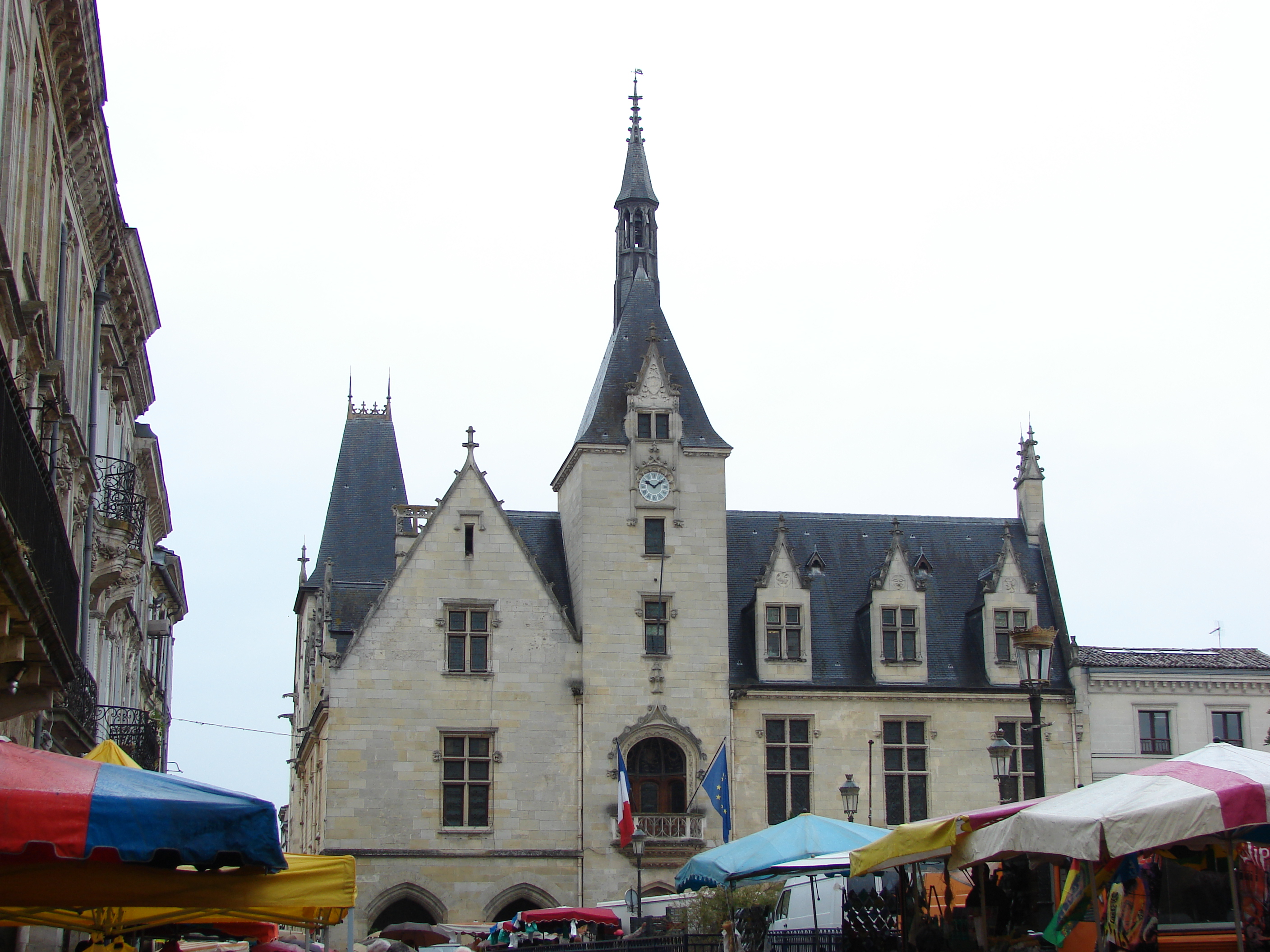
L'hôtel de ville.

## Liste des maires

### Sous l'Ancien Régime
| Période                                  | Période | Identité                | Étiquette | Qualité                                                                          |
| ---------------------------------------- | ------- | ----------------------- | --------- | -------------------------------------------------------------------------------- |
| Les données manquantes sont à compléter. |         |                         |           |                                                                                  |
| 1273                                     |         | Raymond Brun de Fronsac |           |                                                                                  |
| 1312                                     |         | Raymond Gonthier        |           |                                                                                  |
| 1317                                     |         | Guillaume Lefevre       |           |                                                                                  |
| 1322                                     |         | Guillaume Lafaurie      |           |                                                                                  |
| 1327                                     |         | Pierre Brun             |           |                                                                                  |
| 1334                                     |         | Jean de Bonalgue        |           |                                                                                  |
| 1356                                     |         | Simon Chaupin           |           |                                                                                  |
| 1357                                     |         | Alain Dulanou Dulau     |           |                                                                                  |
| Les données manquantes sont à compléter. |         |                         |           |                                                                                  |
| 1378                                     |         | Jean de Cazes           |           |                                                                                  |
| Les données manquantes sont à compléter. |         |                         |           |                                                                                  |
| 1404                                     |         | Jean de Cazes           |           |                                                                                  |
| Les données manquantes sont à compléter. |         |                         |           |                                                                                  |
| 1476                                     |         | Jean de Cazes           |           |                                                                                  |
| Les données manquantes sont à compléter. |         |                         |           |                                                                                  |
| 1493                                     |         | Jean de Cazes           |           |                                                                                  |
| Les données manquantes sont à compléter. |         |                         |           |                                                                                  |
| 1496                                     |         | Jean de Cazes           |           |                                                                                  |
| Les données manquantes sont à compléter. |         |                         |           |                                                                                  |
| 1705                                     |         | Étienne Belliquet       |           |                                                                                  |
| 1707                                     |         | Arnaud Brondeau         |           | écuyer, seigneur de Sauzet et en partie de Veyrac, lieutenant général garde-côte |
| 1709                                     |         | François David          |           | sieur de Nantillac                                                               |
| 1711                                     |         | Jean Chaperon           |           | conseiller au Présidial                                                          |
| 1715                                     |         | Alexandre Fuilhade      |           | avocat au Parlement                                                              |
| 1718                                     |         | Elie Dumas              |           | écuyer                                                                           |
| 1722                                     |         | Boussier                |           | chevalier, ancien capitaine de dragons                                           |
| 1724                                     |         | Jean Lafon              |           |                                                                                  |

### De 1790 à 1945
| Période                                  | Période       | Identité                                    | Étiquette           | Qualité |
| ---------------------------------------- | ------------- | ------------------------------------------- | ------------------- | --- |
| Les données manquantes sont à compléter. |               |                                             |                     | |
| 1798                                     | 1815          | Gaston Lacaze (1768-1850)                   |                     | Négociant en vins Conseiller général de Libourne (1833 → 1839) Officier de la Légion d'honneur (1833) |
| 1815                                     | 1828          | Auguste Dufau                               |                     | Receveur de l'enregistrement |
| 1829                                     | 1832          | Jean Étienne Raimond-Fontémoing (1776-1854) |                     | Négociant en vins Conseiller général de Fronsac (1836 → 1845) Chevalier de la Légion d'honneur (1831) |
| 1832                                     | 1848          | Jean David                                  | Majorité dynastique | Avocat, bâtonnier et juge suppléant Député de la Gironde (1852 → 1857) Conseiller général de Libourne (1839 → 1847) Conseiller général de Fronsac (1833 → 1836) Chevalier de la Légion d'honneur (1836)                                                           |
| 1848                                     | 1849          | Jean Simon Boutin (1777-1867)               |                     | Avoué Conseiller général de Libourne (1848 → 1852) Chevalier de la Légion d'honneur (1844) |
| 1849                                     | 1863          | Hippolyte-François Danglade (1798-1874)     |                     | Négociant en vins Conseiller général de Libourne (1852 → 1868) Chevalier de la Légion d'honneur (1856) |
| 1863                                     | 1870          | Jean Gabriel Émile Morange (1802-1883)      |                     | Avocat Conseiller général de Libourne (1847 → 1848 et 1868 → 1871) Conseiller d'arrondissement de Libourne (1836 → 1847) Conseiller général de Guîtres (1852 → 1864) Conseiller d'arrondissement de Guîtres (1833 → 1836) Chevalier de la Légion d'honneur (1865) |
| 1870                                     | 1871          | Jules Carvès (1824-1896)                    |                     | Avoué |
| 1871                                     | 1874          | Jacques Lataste (1816-1886)                 | Républicain         | Surintendant militaire de Libourne Conseiller général de Libourne (1871 → 1883) |
| 1874                                     | 1876          | Albert Piola (1823-1891)                    |                     | Propriétaire, licencié en droit Chevalier de Saint-Grégoire-le-Grand |
| 1876                                     | 1878          | Jacques Lataste (1816-1886)                 | Républicain         | Propriétaire, ancien surintendant militaire Conseiller général de Libourne (1871 → 1883) |
| 1878                                     | 1881          | Élie Largeteau (1833-1898)                  |                     | Propriétaire |
| 1882                                     | 1892          | Jean Abel Surchamp                          | Républicain         | Négociant en tissus et viticulteur Député de la Gironde (1889→ 1902) Conseiller général de Libourne (1883 → 1895) |
| 1892                                     | 1892          | Louis Durand-Dégrange (1850-1925)           | Nationaliste        | Courtier en vins |
| 1892                                     | mai 1896      | Louis Cimetière (1854-1915)                 | Républicain         | Avocat |
| mai 1896                                 | mai 1904      | Louis Durand-Dégrange (1850-1925)           | Nationaliste        | Courtier en vins Conseiller général de Libourne (1895 → 1907) |
| mai 1904                                 | mai 1912      | Jean Abel Surchamp                          | Républicain         | Négociant en tissus et viticulteur Officier de la Légion d'honneur (1908) |
| mai 1912                                 | 1913          | Charles Sarrazin                            |                     | Ancien sous-préfet |
| 1913                                     | décembre 1919 | Élisée Clerjaud                             |                     | Propriétaire Conseiller d'arrondissement de Libourne |
| décembre 1919                            | mai 1935      | Charles Robert                              |                     | Avocat |
| mai 1935                                 | 1941          | Marcel Loubat (1872-1943)                   | RG puis Rad.soc.    | Courtier en vins Propriétaire des châteaux Ripeau et Jean-Faure Conseiller général de Libourne (1931 → 1940) Conseiller d'arrondissement de Libourne (1919 → 1931)                                                                                                |
| 1941                                     | 1944          | Abel Boireau (1892-1980)                    |                     | Docteur en droit, avocat à la Cour d'appel de Bordeaux Croix de guerre 1914-1918 Nommé par le gouvernement de Vichy |
| 1944                                     | mai 1945      | Léonce Nard                                 |                     | Docteur en médecine |

### Depuis 1945
| Période           | Période                   | Identité                  | Étiquette             | Qualité |
| ----------------- | ------------------------- | ------------------------- | --------------------- | --- |
| mai 1945          | octobre 1947              | Jean Bernardet            | SFIO                  | Ingénieur des travaux publics et viticulteur Conseiller général de Libourne (1945 → 1949 et 1955 → 1979) |
| octobre 1947      | mars 1959                 | Abel Boireau (1892-1980)  | DVD-RGR               | Docteur en droit, avocat à la Cour d'appel de Bordeaux Conseiller général de Libourne (1949 → 1955) Officier de la Légion d'honneur, Croix de guerre 1914-1918 et 1939-1945 |
| mars 1959         | 30 octobre 1979 (décès)   | Robert Boulin             | UNR puis UDR puis RPR | Avocat Secrétaire d'État (1961 → 1968) Ministre (1968 → 1973 et 1976 → 1979) Député de la Gironde (9e circ.) (1958 → 1961 et 1973 → 1976) Conseiller régional d'Aquitaine (1973 → 1979)                                                                                          |
| 15 décembre 1979  | mars 1989                 | André Teurlay (1917-2006) | UDF-PR                | Commerçant en gros, président de la CCI de Libourne Premier adjoint au maire (1977 → 1979) Conseiller général de Libourne (1979 → 1998) |
| mars 1989         | novembre 2011 (démission) | Gilbert Mitterrand        | PS                    | Assistant d'université Député de la Gironde (1981 → 1993 et 1997 → 2002) Conseiller général de Libourne (2004 → 2011) Vice-président du conseil général de la Gironde (2004 → 2011) Conseiller régional d'Aquitaine (1981 → 1989) Président de la CA du Libournais (2012 → 2014) |
| 17 novembre 2011, | En cours (au 25 mai 2020) | Philippe Buisson,         | PS puis DVG           | Conseiller régional d'Aquitaine (2004 → 2015) Vice-président du conseil régional d'Aquitaine Vice-président de la CC du Nord Libournais (2010 → 2011) Vice-président de la CA du Libournais (2012 → 2014) Président de la CA du Libournais (2014 → )                             |

## Conseil municipal actuel
Les 35 sièges composant le conseil municipal de Libourne ont été pourvus le 15 mars 2020 lors du premier tour de scrutin. Actuellement, il est réparti comme suit : 